# André Herbemont
André Herbemont, né le 31 mars 1893 à Saint-Sauveur-de-Montagut (Ardèche) et mort le 13 avril 1966 à Suresnes (Hauts-de-Seine), est un ingénieur aéronautique français. 

## Biographie

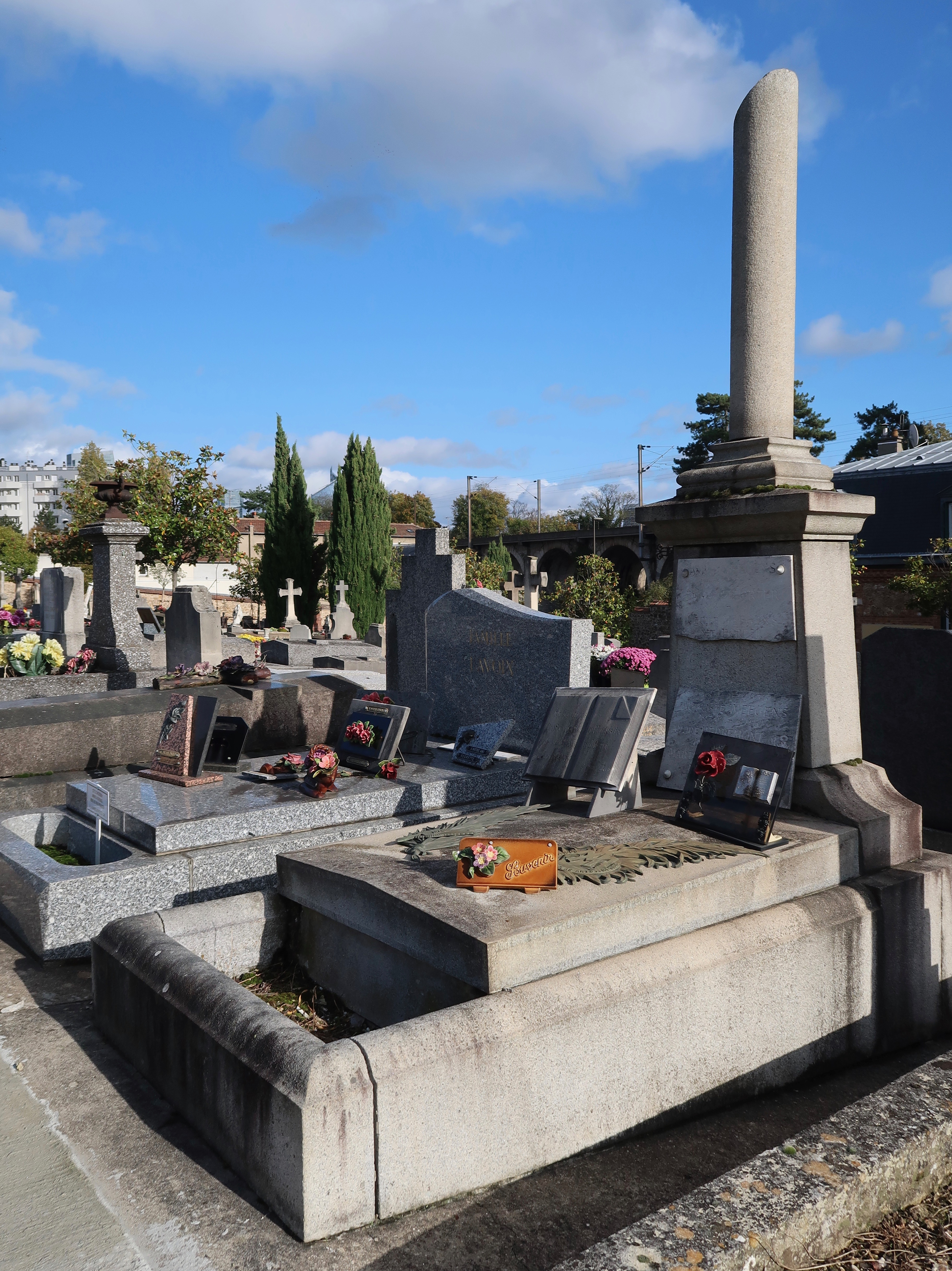
Tombe au cimetière Voltaire de Suresnes.

Pendant la Première Guerre mondiale, via la SPAD, l'usine d'avions Blériot Aéronautique, construite en 1915-1917 le long d'un quai de Seine de Suresnes, fabrique de nombreux appareils pour répondre au développement de l'aviation militaire. Succédant à l'ingénieur Louis Béchereau à la fin du conflit, André Herbemont est chargé d'opérer la reconversion de l'entreprise dans l'aviation civile. Arrivé à ce poste à l'âge de 24 ans, il crée 123 prototypes, dont plusieurs battent des records de vitesse, à l'instar du SPAD S.XX.
Il est enterré au cimetière Voltaire de Suresnes (de nos jours les Hauts-de-Seine).

## Distinctions
- Chevalier de la Légion d'honneur à titre civil (novembre 1920)
- Officier de la Légion d'honneur (1952)
- Médaille d'or des Arts-Sciences-Lettres le 2 août 1939